# Rebecca Makkai
Rebecca Makkai (1978) is een Amerikaanse romanschrijver. Ze werd internationaal bekend met haar roman The Great Believers (2018).

## Carrière
Rebecca Makkai's debuutroman, The Borrower, kwam uit in 2011. Een Nederlandse vertaling door Miebeth van Horn kwam uit in 2012.
Rebecca Makkai brak internationaal door met haar derde roman, The Great Believers uit 2018. De roman speelt zich af tijdens de aidsepidemie in Chicago in de jaren tachtig. Oorspronkelijk wilde ze geen boek schrijven over de aidscrisis, maar over de kunstwereld. Tijdens de research voor de roman ontdekte ze dat er weinig over de aidsepidemie in Chicago geschreven was en via de lokale gay-krant kwam ze in contact en sprak ze met veel hiv-patiënten, artsen, activisten en advocaten over deze tijd. Rebecca Makkai twijfelde of ze als heteroseksuele vrouw die de aidscrisis niet heeft meegemaakt wel over deze tijd mocht schrijven, maar vond dat ze dat kon doen als ze voldoende onderzoek deed.
The Great Believers kreeg meerdere awards, onder meer de de Los Angeles Times Book Prize en de ALA Stonewall Award  en werd genomineerd voor de National Book Award voor fictie 2018 en de Pulitzerprijs voor fictie van 2019. Een Nederlandse vertaling van The Great Believers door Harm Damsma en Niek Miedema kwam uit in 2019 met de titel Een stralende toekomst. In 2024 riep The New York Times The Great Believers uit tot een van de "100 beste boeken van de 21e eeuw".
Makkai's vierde roman, I Have Some Questions for You, werd in 2023 uitgegeven. In 2023 kwam een Nederlandse vertaling uit door Arjaan en Thijs van Nimwegen met de titel Ik heb een paar vragen voor je. Recensies vergeleken deze roman met Een verborgen geschiedenis van Donna Tartt.